# Jack Haig (aktor)
Jack Haig, właśc. John Cecil Coppin (ur. 5 stycznia 1913 w Londynie, zm. 4 lipca 1989 tamże) – brytyjski aktor. Karierę rozpoczynał w 1962 roku, mając 49 lat.
Występował w roli Rogera LeClerca w serialu telewizyjnym ’Allo ’Allo!. Słowa „To ja, LeClerc”, wypowiadane przez tę postać, są jednym ze znaków rozpoznawczych tego serialu. Haig zmarł w wieku 76 lat.

## Filmografia
- 1969-75 – Armia tatuśka jako Ogrodnik
- 1980 – Wszystkie zwierzęta duże i małe jako Horace
- 1982-89 – ’Allo ’Allo! jako Roger LeClerc
- 1988 – ’Allo ’Allo! At the London Palladium jako Roger LeClerc

## Życie prywatne
Aktor miał żonę Sybil Dunn; scenarzystka Coral Drouyn jest jego siostrzenicą.